# Leonardo Henriques da Silva
Leonardo Henriques da Silva (født 22. juli 1982) er en tidligere brasiliansk fodboldspiller.